# Francisco II de Orléans-Longueville
Francisco II de Orléans-Longueville (circa 1481-Châteaudun, 15 de febrero de 1513), duque de Longueville, fue un poderoso caballero francés de una rama bastarda de los Capetos, la Orléans-Longueville.

## Vida
Nieto del famoso Conde de Dunois, hijo de Francisco I de Orléans-Longueville y Inés de Saboya, hereda el título de su padre hasta su muerte en 1491: Condé de Longueville, de Montgomery y Dunois, Conde de Tancarville y vizconde de Melun.
Acompaña al rey Carlos VIII en la conquista del Reino de Nápoles y sigue al rey Luis XII a Italia en 1502. También comanda la retaguardia durante la Batalla de Agnadello.
Obtuvo el cargo de Gran Chambelán de Francia (1504-1512) y Gobernador de Guyenne. 

### Matrimonio e hijos
Se casó el 6 de abril de 1505 con Francisca de Alençon (1490-1550), cuñada del príncipe Francisco. Tuvieron dos hijos, que murieron prematuramente:
- Santiago (1511-†1512).
- Renée (1508- †1515), condesa de Dunois.

En mayo de ese mismo año 1505, François fue nombrado duque de Longueville por el rey Luis XII cuando la tierra de Longueville se erigió en Ducado.
Tras la muerte de Francisco II de Orléans-Longueville, el título de duque quedó vacante desde 1513 hasta 1515, cuando Luis de Orléans, hermano menor de Francisco, que había sido conde de Neuchâtel desde 1504, reclamó la herencia de su hermano y su sobrina. Francisca de Alençon (que sobrevivió a François de Longueville durante 37 años) se volvió a casar con Carlos IV de Borbón, duque de Vendôme.
Francisco II de Orléans-Longueville fue enterrado en la Basílica de Nuestra Señora de Clery-Saint-Andre, como lo había sido el rey Luis XI antes que él en 1483.

## Curiosidades
Según el historiador Robert Garnier, las armas de los descendientes del Bastardo de Orleans, que transformaron el barra en banda, serían el signo externo de la legitimación del Bastardo como príncipe de sangre, del que sin embargo no se conoce ningún documento escrito. Esta acta, firmada por el rey Carlos VII, habría sido leída, sin embargo en presencia de numerosos testigos. Sin embargo, no hay certeza al respecto.